# Copenhagen Towers 2021
Questa voce raccoglie le informazioni riguardanti i Copenhagen Towers nelle competizioni ufficiali della stagione 2021.

## Nationalligaen 2021

### Stagione regolare
| Gentofte 22 maggio 2021, ore 19:00 1ª giornata | Copenhagen Towers | 38 – 13 referto | AaB 89ers | Gentofte Sportspark |

| Vejle 29 maggio 2021, ore 19:00 2ª giornata | Triangle Razorbacks | 13 – 44 referto | Copenhagen Towers | Vejle Atletikstadion |

| Nærum 19 giugno 2021, ore 14:00 5ª giornata | Søllerød Gold Diggers | 36 – 30 referto | Copenhagen Towers | Rundforbi Stadion |

| Gentofte 21 agosto 2021, ore 19:00 8ª giornata | Copenhagen Towers | 50 – 6 referto | Triangle Razorbacks | Gentofte Sportspark |

| Aalborg 28 agosto 2021, ore 14:00 9ª giornata | AaB 89ers | 26 – 46 referto | Copenhagen Towers | AaB's anlæg |

| Gentofte 4 settembre 2021, ore 19:00 10ª giornata | Copenhagen Towers | 26 – 27 referto | Søllerød Gold Diggers | Gentofte Sportspark |

### Playoff
| Gentofte 25 settembre 2021, ore 19:00 Semifinale | Copenhagen Towers | 45 – 29 referto | AaB 89ers | Gentofte Sportspark |

| Vejle 9 ottobre 2021, ore 19:00 Mermaid Bowl | Søllerød Gold Diggers | 7 – 24 referto | Copenhagen Towers | Vejle Atletikstadion |

## Statistiche di squadra
| Competizione      | %Vittorie | In casa | In casa | In casa | In casa | In casa | In casa | In trasferta | In trasferta | In trasferta | In trasferta | In trasferta | In trasferta | Totale | Totale | Totale | Totale | Totale | Totale |
| Competizione      | %Vittorie | G       | V       | N       | P       | Pf      | Ps      | G            | V            | N            | P            | Pf           | Ps           | G      | V      | N      | P      | Pf     | Ps     |
| ----------------- | --------- | ------- | ------- | ------- | ------- | ------- | ------- | ------------ | ------------ | ------------ | ------------ | ------------ | ------------ | ------ | ------ | ------ | ------ | ------ | ------ |
| Stagione regolare | .667      | 3       | 2       | 0       | 1       | 114     | 46      | 3            | 2            | 0            | 1            | 120          | 75           | 6      | 4      | 0      | 2      | 234    | 121    |
| Playoff           | 1.000     | 1       | 1       | 0       | 0       | 45      | 29      | 1            | 1            | 0            | 0            | 24           | 7            | 2      | 2      | 0      | 0      | 69     | 36     |
| Totale            | .750      | 4       | 3       | 0       | 1       | 159     | 75      | 4            | 3            | 0            | 1            | 144          | 82           | 8      | 6      | 0      | 2      | 303    | 157    |